# Бондаренко, Василий Антонович
Василий Антонович Бондаренко (17 февраля 1928 — 8 декабря 2002) — украинский советский деятель, новатор сельскохозяйственного производства, заслуженный агроном, председатель колхоза имени Посмитного села Расцвет Березовского района Одесской области, секретарь Одесского обкома КПУ. Герой Социалистического Труда (22.12.1977). Член ЦК КПУ в 1976—1986 г. 

## Биография
Родился в крестьянской семье.
Образование высшее. Окончил Сельскохозяйственную академию имени Тимирязева в Москве.
Член КПСС с 1959 года.
До 1973 года — главный агроном, секретарь партийной организации колхоза имени Буденного (имени XXI съезда КПСС) села Рассвет Березовского района Одесской области.
В 1973—1981 годах — председатель колхоза имени Макара Анисимовича Посмитного села Расцвет Березовского района Одесской области.
С 1981 — после 1983 года — секретарь Одесского областного комитета КПУ по вопросам сельского хозяйства.
Потом — на пенсии в городе Одессе.

## Награды
- Герой Социалистического Труда (22.12.1977)
- два ордена Ленина (,22.12.1977)
- орден Трудового Красного Знамени (26.02.1958)
- ордена
- медали
- заслуженный агроном Украинской ССР